# هلیوس (فیلم)
هلیوس (انگلیسی: Helios) فیلمی در ژانر درام، جنایی و مهیج است که در سال ۲۰۱۵ منتشر شد. از بازیگران آن می‌توان به جی جین هی و چوی سی-وان عضو سوپر جونیور اشاره کرد.

## خلاصه داستان
داستان فیلم در مورد یکی از بزرگترین جنایتکاران چین به نام مستعار «هلیوس» می‌باشد که از کره ای‌ها یک سلاح کشتار جمعی مجهز خریده است. حال نیمی از پلیس‌های کاربلد چین برای دستگیری او قبل از استفاده از این سلاح دور هم جمع می‌شوند…